# 脆葡萄核虫
脆葡萄核虫（学名：Gigartacon fragilis）为葡萄核虫科葡萄核虫属的动物。分布于太平洋、地中海，包括南海等海域。